# دی (روز)
دی  در گاه‌شماری ایران باستان غیر از روز اول هر ماه که هرمزد روز نامیده می‌شود سه روز دیگر به نام اهورامزدا است که به صورت دی آمده و برای باز شناختن هر یک از این سه روز به نام روز بعد الحاق شده و دی به آذر (روز هشتم)، دی به مهر (روز پانزدهم) و دی به دین (روز بیست و سوم) گفته می‌شود. دی یکی از نام‌های اهورامزدا است در اوستا به صورت دَثوش یا دَدوش یا دَذوه صفت و به معنی آفریننده است.
| ترتیب | نام روز به اوستایی | نام رایج         | معنی                    |
| ----- | ------------------ | ---------------- | ----------------------- |
| ۱     | اهورامزداه         | هرمزد            | نام خداوند              |
| ۲     | وُهومَنَه             | بهمن             | منش نیک                 |
| ۳     | آشه‌وَهیشتَه          | اردیبهشت         | بهترین راستی            |
| ۴     | خششرهَ‌وَئیریَه        | شهریور           | شهریاری والا            |
| ۵     | سپنتا آرمیتی       | سپندارمذ         | اندیشه هماهنگ           |
| ۶     | هَئوروَتات           | خرداد            | کمال ایزدی              |
| ۷     | اَمرتات             | امرداد           | بی‌مرگی و نامیرایی       |
| ۸     | آفریدگار           | دی به آذر        | آفریدگار                |
| ۹     | آتَر                | آذر              | آتش                     |
| ۱۰    | آپُوُ                | آبان             | آب                      |
| ۱۱    | خَورخشِیُتَه           | خور              | آفتاب و خورشید          |
| ۱۲    | ماه                | ماه              | ماه                     |
| ۱۳    | تیشنریه            | تیر              | ستارهٔ تیر و ایزد باران  |
| ۱۴    | گو                 | ایزد گوش         | جهان، هستی و زندگی      |
| ۱۵    | آفریدگار           | دی به مهر        | آفریدگار                |
| ۱۶    | میثره              | مهر              | نگهداشتن پیمان          |
| ۱۷    | سرَوشَه              | سروش             | وخش ایزدی (الهام و وحی) |
| ۱۸    | رشنو               | رَشن              | دادگری                  |
| ۱۹    | فروَشی‌ها            | فروردین          | فروهر و روان رفتگان     |
| ۲۰    | وِرثرغَنَه            | بهرام            | پیروزی                  |
| ۲۱    | رامَن               | رام              | رامش و آشتی (صلح)       |
| ۲۲    | واتَه               | باد              | باد                     |
| ۲۳    | آفریدگار           | دی به دین        | آفریدگار                |
| ۲۴    | دینا               | دین              | وجدان بینش درونی        |
| ۲۵    | اَشی                | ارد              | خوشبختی دارائی          |
| ۲۶    | اَرشتات             | اشتاد            | راستی                   |
| ۲۷    | اَسمَن               | آسمان            | آسمان                   |
| ۲۸    | زَم                 | زامیاد           | زمین                    |
| ۲۹    | مَنثره سپنته        | مهراسپند         | گفتار نیک               |
| ۳۰    | اَنغَرا رَرُچاه        | انیران یا انارام | روشنایی بی‌پایان         |